# Хлеб 10 вон

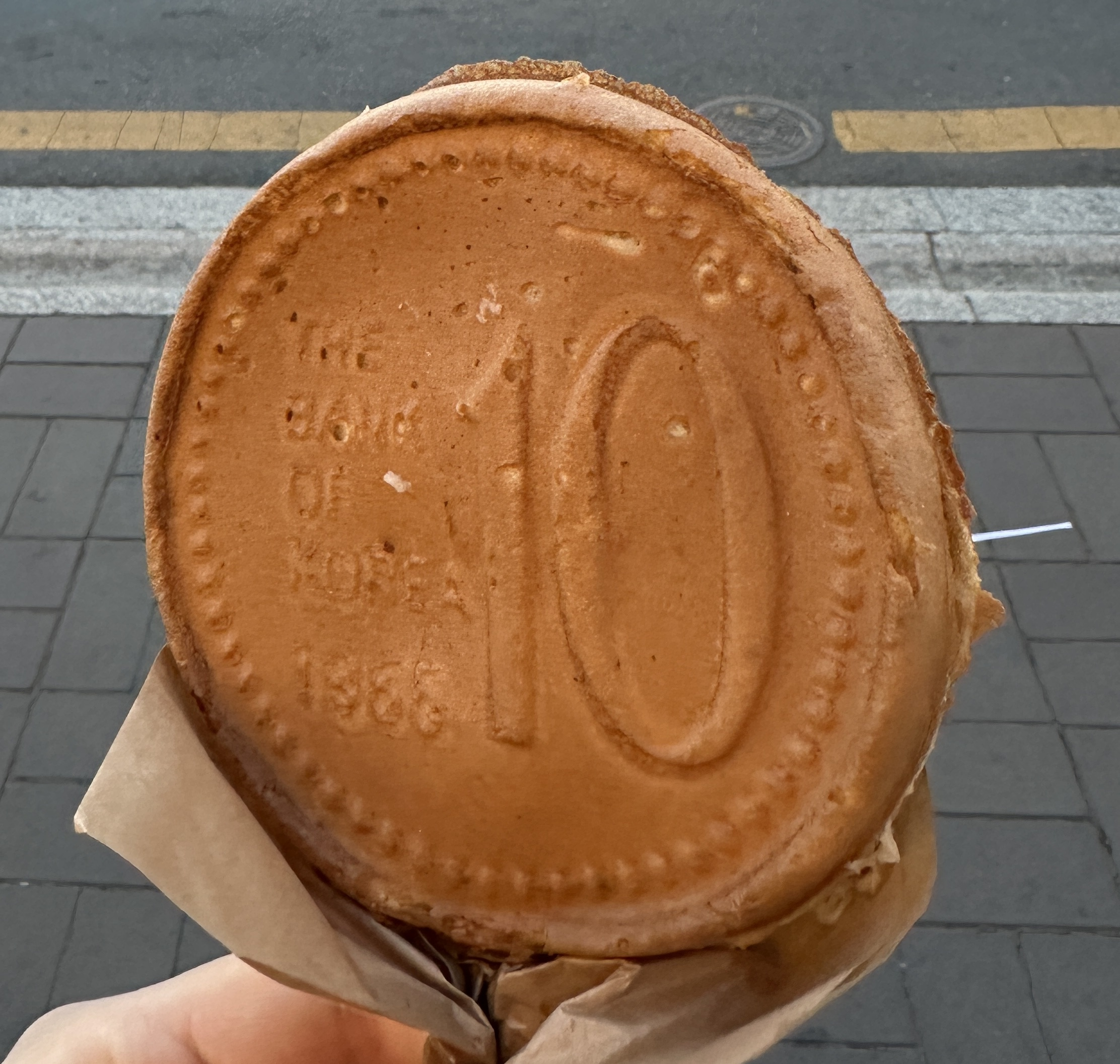
хлеб 10 вон

Хлеб 10 вон (кор. 십원빵), также иногда называемый вафлей 10 вон или сибвонппанг (так читается корейский перевод названия), — южнокорейская уличная еда, которая впервые появилась в продаже в Кёнджу в 2019 году. Это хлеб или вафля в форме южнокорейской монеты в 10 вон, которая содержит тянущийся сыр моцарелла.
Множества вариаций такого хлеба появились в разных городах Южной Кореи, включая хлеб 50 вон (в Чонджу), хлеб 100 вон (в Тхонъёне) и хлеб 500 вон (в районе Синсадон в Сеуле). В 2022 году в Японии появился хлеб 10 иен.

## Описание
На хлебе есть маркировка, которая делает его очень похожим на монету в 10 вон. Эта монета была выбрана, потому что на её реверсе изображена пагода Таботхап в знаменитом храме Пульгукса в Кёнджу.
Бюдо было изобретено компанией из провинции Чеджу. Первоначально, в 2016 году, производилось похожее блюдо с сырной начинкой под названием хлеб Ханчи (кор. 제주한치빵), который имел форму кальмара. Компания решила сделать вариации блюда, которые соответствовали бы местному колориту различных мест по всей Южной Корее, и выбрала монету в 10 вон для Кёнджу. Она подписала соглашение о франчайзинге с дистрибьютором из Кёнджу, который начал продавать блюдо в декабре 2019 года на торговой улице Хваннидан-гиль. Однако, дистрибьютор нарушил условия договора (использовал сыр, который был не из провинции Чеджудо), что привело к гражданскому судебному разбирательству и штрафу. Соглашение было расторгнуто в 2021 году. Несмотря на это, дистрибьютор подал заявку на регистрацию товарного знака для хлеба под видоизменённым брендом и продолжил работу. Одновременно в городе появилось множество подражателей. Затем постановление суда запретило дистрибьютору использовать название «хлеб 10 вон»; компания обошла это, используя название «хлеб 10 вон из Кёнджу».
Примерно в 2022 и 2023 годах Банк Кореи попросил производителей хлеба 10 вон изменить дизайн хлеба, чтобы соблюдать законы, запрещающие коммерческое использование дизайна монеты. Многие владельцы магазинов неохотно выполняли эту просьбу. Они утверждали, что правительство Южной Кореи опубликовало файлы дизайна монеты в соответствии с лицензией Korea Open Government License, которая разрешает коммерческое использование. Банк Кореи сообщил, что использование этой лицензии было ошибкой. Ряд торговцев выразили беспокойство из-за страха наказания или влияния на их бизнес, даже если дизайн изменится. В августе 2024 года сообщалось, что Банк Кореи скорректирует свои правила, чтобы разрешить коммерческое использование дизайна своей валюты в некоторых случаях, в том числе для дизайна хлеба.
В сентябре 2021 года президент Южной Кореи Юн Сок Ёль ел хлеб 10 вон во время своей предвыборной кампании. В 2024 году сообщалось, что магазин в Гонконге продавал хлеб под названием «хлеб 10 центов».